# Maria Letícia Ramolino

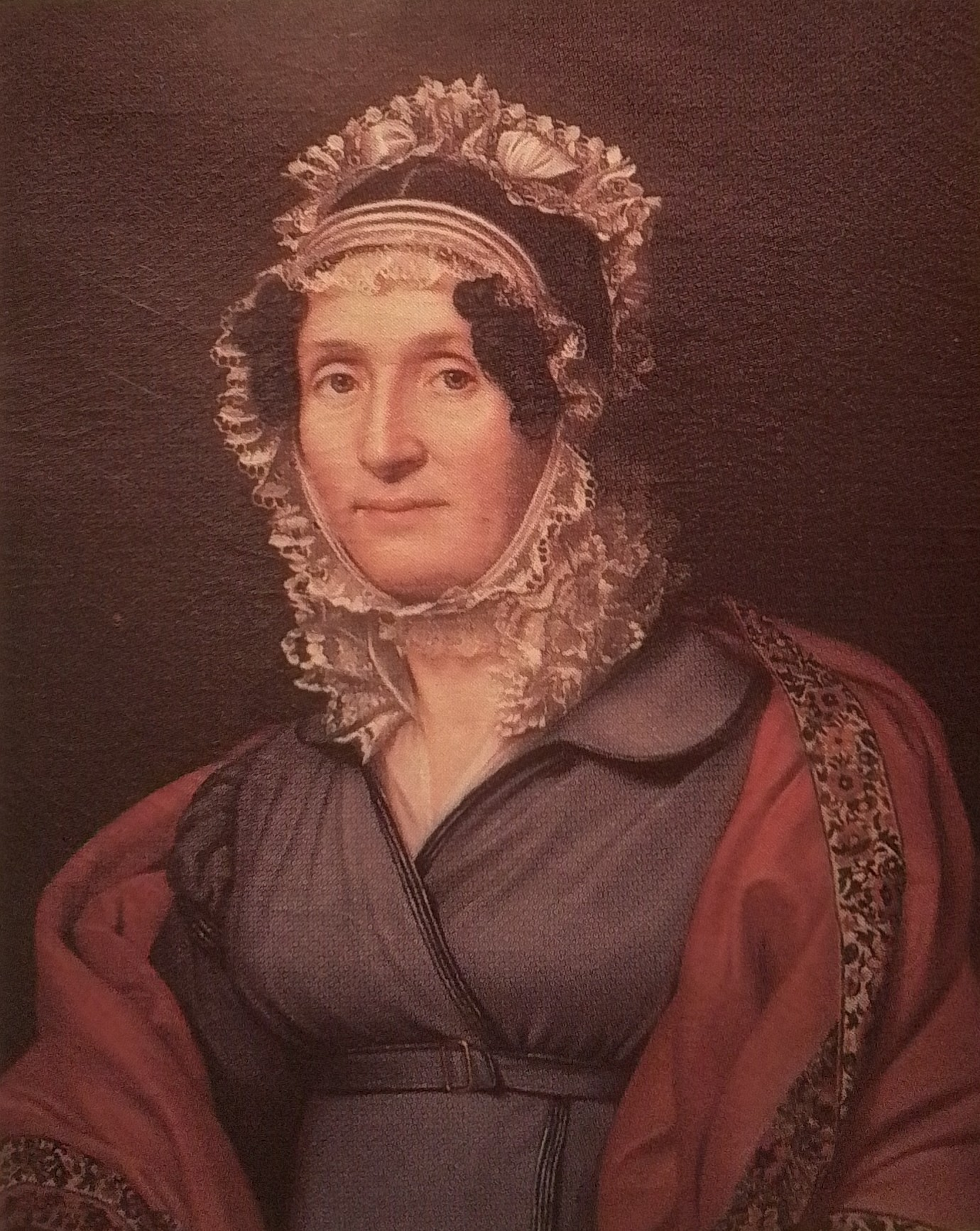
Madame Mère por Joseph Karl Stieler, 1811

Maria Letícia Ramolino (em italiano: Maria Letizia Ramolino; Ajaccio, 24 de agosto de 1750 — Roma, 2 de fevereiro de 1836), conhecida por Maria Letícia Bonaparte, Marie-Laetitia Ramolino Bonaparte ou Letícia Bonaparte, para além do seu título oficial de Madame Mère, foi a matriarca do clã Bonaparte e mãe de Napoleão Bonaparte. Foi uma mulher austera e corajosa, que enviuvando aos 34 anos e tendo de educar sozinha uma numerosa prole, conseguiu dar origem a um dos mais importantes clãs familiares da História europeia.

## Biografia
Maria Letícia Ramolino nasceu na Córsega, filha de Angela Maria Pietra-Santa e de Giovanni Geronimo Ramolino, inspector de pontes e estradas da Córsega. O pai faleceu cedo, tendo a mãe casado em segundas núpcias com um oficial suíço que se encontrava na ilha ao serviço das forças genovesas, chamado François Fesch, do qual teve um filho, Joseph Fesch, futuro cardeal e Primaz das Gálias. Os Ramolino eram uma família de classe média, originária da Itália, mas presente na Córsega há mais de duzentos anos, com vagas ligações aristocráticas, por ser aparentada com algumas das famílias nobres de Génova e da Lombardia, facto que depois a mitologia napoleónica exploraria e amplificaria.
Como era norma para as jovens da época, não teve qualquer educação formal, tendo-se desde muito cedo dedicado aos ensinamentos e aos trabalhos típicos das jovens corsas de então.
Testemunhos da época afirmam que era uma das mulheres mais bonitas da Ajaccio do seu tempo, sendo a sua beleza conhecida em toda a ilha. Conta-se que quando Pasquale Paoli, então Capu Generale di a Nazione do Reino da Córsega, recebeu uma delegação do bei de Tunis, a quem pretendia impressionar com a beleza das mulheres corsas, Maria Letícia foi uma das convidadas.
Casou a 1 de junho de 1764, em Ajaccio, com Carlo Maria Bonaparte. Tinha então apenas 14 anos de idade; ele tinha 18 anos. 
Deste casamento nasceram doze filhos, dos quais chegaram à idade adulta os seguintes:
1. José Bonaparte (1768-1844)
2. Napoleão Bonaparte (1769-1821)
3. Luciano Bonaparte (1775-1840)
4. Elisa Bonaparte (1777-1820)
5. Luís Bonaparte (1778-1846)
6. Paulina Bonaparte (1780-1825)
7. Carolina Bonaparte (1782-1839)
8. Jerónimo Bonaparte (1784-1860)

Letícia Ramolino foi participante activa no movimento de independência corsa, do qual o seu marido foi um dos líderes. Colaborou assiduamente nas campanhas, seguindo, montada num cavalo, as movimentações militares e políticas do marido. Em 1768, aquando das lutas contra a anexação francesa, seguiu de perto as campanhas, mesmo quando grávida.
Depois da decisiva derrota corsa na batalha de Ponte Novu, acompanhou o marido na sua retirada para o cimo do Monte Rotondo. Quando os líderes derrotados receberam um salvo-conduto, emitido pelo comandante francês, Noël Jourda de Vaux, conde de Vaux, que lhes permitia passar por Ajaccio a caminho do exílio, decidiu partir com o marido. Foi preciso que o tio de seu marido, o arcediago Lucien Bonaparte, interviesse para a convencer a ficar na ilha e não acompanhar Pasquale Paoli no seu desterro.
Com a morte prematura de seu marido, devida a um cancro, ocorrida em 1785, quando ela tinha apenas 34 anos de idade e grande número de filhos para criar, conheceu a pobreza e, para manter as aparências, teve de recorrer à ajuda de familiares.  Apenas a entrada de Napoleão Bonaparte no serviço militar activo veio trazer uma fonte de rendimentos que permitiu à família retomar algum equilíbrio financeiro.
Na sequência dos acontecimentos independentistas de 1793, foi obrigada a fugir da Córsega e a procurar refúgio em Marselha. Destas experiências, conservou um gosto pela austeridade e pela economia.

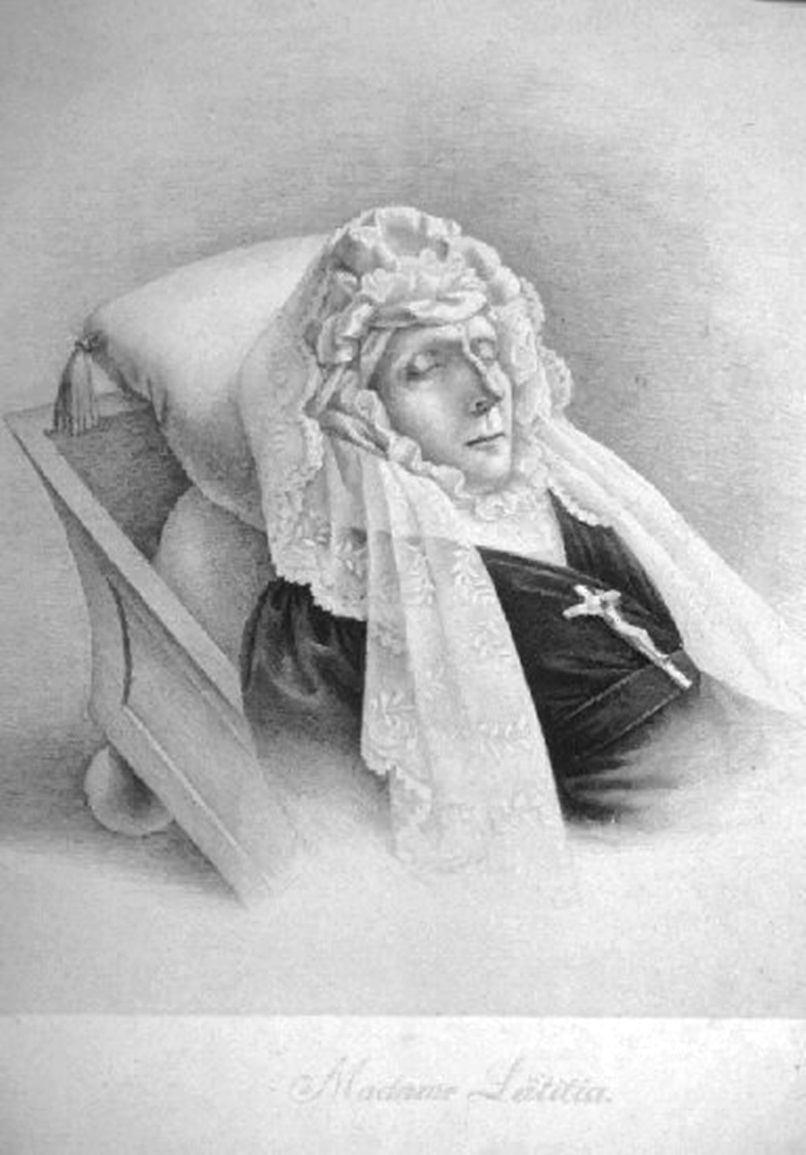
Letizia Ramolino depois de morta.

Estas características pessoais e história de vida, aliadas ao facto de não ter aprendido a língua francesa, falando apenas o corso e o italiano, nunca permitiram que mantivesse um bom relacionamento com a extravagante Joséphine de Beauharnais, que o futuro Imperador dos Franceses desposaria em 1796.
Ao contrário do que faz sugerir o célebre quadro de Jacques-Louis David, como resultado do seu desacordo quanto ao casamento e coroação, Letizia Ramolino não assistiu em 1804 à sagração do seu filho. Mesmo assim, foi elevada, por decreto de 23 de Março de 1805, à dignidade de Alteza Imperial, recebendo o título de Madame Mère.
Preferindo viver longe da Corte, instalou-se no castelo de Pont-sur-Seine, que lhe fora oferecido por seu filho, e ficava no Hôtel de Brienne aquando das suas raras visitas a Paris.
Aquando do exílio de Napoleão para a ilha de Elba, em 1814, junta-se ali ao filho, procurando reconfortá-lo. Voltou a encontrar o Imperador em 1815, último ano em que se viram.
Profundamente religiosa, frequentando a missa diariamente, aquando do exílio de Napoleão para a ilha de Santa Helena colocou-se sob a protecção do papa, instalando-se em Roma. Naquela cidade vivia no palácio Falconieri, residência do seu meio-irmão, o cardeal Joseph Fesch, mudando-se depois para o palácio Rinuccini.
Foi em Roma que ela recebeu a notícia da morte do seu filho Napoleão Bonaparte,  ocorrida na ilha de Santa Helena a 22 de Julho de 1821, e foi naquela cidade que faleceu a 2 de Fevereiro de 1836.
Foi sepultada em Corneto, sendo os seus despojos depois trasladados para Ajaccio em 1851. No ano de 1860, por ordem do seu neto Napoleão III, foram novamente trasladados para o mausoléu imperial, em Paris, onde repousam.